# La Première Sortie
 (mai 2012).
Si vous disposez d'ouvrages ou d'articles de référence ou si vous connaissez des sites web de qualité traitant du thème abordé ici, merci de compléter l'article en donnant les références utiles à sa vérifiabilité et en les liant à la section « Notes et références ».
La Première Sortie est un tableau de Renoir réalisé entre 1876 et 1877. Il est conservé à la National Gallery de Londres.

## Historique
Ce tableau a appartenu au comte Armand Doria (1824-1896) et il est mentionné dans son catalogue de vente de sa succession en 1899.
Le tableau est appelé Au théâtre par Ambroise Vollard dans son catalogue des œuvres de Renoir réalisé en 1918.

## Description
La Première Sortie montre deux belles jeunes filles dans une loge de l'opéra, d'un café concert, ou d'un théâtre de variétés, qui apparemment y sont pour la première fois. Les rayons X ont montré que Renoir voulait à l'origine peindre deux autres personnages à côté des deux jeunes filles, mais il a ensuite peint leurs contours. Les deux jeunes filles au premier plan se penchent légèrement en avant pour mieux voir le spectacle et regardent de haut un public animé dans une autre loge de théâtre en dessous. La jeune fille de devant est représentée de profil, le visage légèrement détourné du peintre. Elle est clairement impressionnée par cette nouvelle expérience. Ses mains serrent avec force un bouquet. Son expression faciale montre un mélange de tension, d'émerveillement et de curiosité. Il est concevable que le spectacle ne fasse que commencer, bien que les personnes en dessous d'elle semblent y prêter peu d'attention. Le bavardage presque audible du public montre que l'événement mondain au théâtre à cette époque était tout aussi important que son aspect culturel.
Dans ce tableau, Renoir montre son talent particulier de portraitiste, notamment pour capter l'émotion de la jeune femme au premier plan. De plus, comme toujours il se montre un maître de la composition et de la couleur. L'expression faciale jeune et fraîche de la jeune fille, ses cheveux roux et son chapeau violacé aux rubans bleu clair contrastent avec charme avec sa robe sombre, qui divise le travail en deux en diagonale. En arrière-plan, les contours et les zones de couleur se dissolvent dans un mélange étincelant de lumière et de couleur. L'atmosphère d'intimité dégagée par les deux jeunes filles au premier plan contraste avec l'agitation du public en arrière-plan, renforçant la vitalité de l'œuvre. Cela montre à ces deux spectatrices un nouveau monde merveilleux qui exerce une grande attraction.